# Ласково (Старожиловский район)
Ласково — в Старожиловском районе Рязанской области. Входит в Истьинское сельское поселение

## География
Находится в западной части Рязанской области на расстоянии приблизительно 14 км на северо-восток по прямой от районного центра поселка Старожилово.

## История
В 1859 году здесь (тогда деревня Пронского уезда Рязанской губернии) было учтено 33 двора, в 1897 — 73.

## Население
Численность населения: 264 человека (1859 год), 675 (1897),3 в 2002 году (русские 100 %), 1 в 2010.